# وودبوری (نیوجرسی)
وودبوری (به انگلیسی: Woodbury) شهری در ایالت نیوجرسی کشور ایالات متحده آمریکا است که جمعیت آن در سرشماری سال ۲۰۱۰ میلادی، ۱۰٬۱۷۴ نفر بوده‌است.